# Guillaume Zeller
Pour les articles homonymes, voir Zeller.
Guillaume Zeller, né le 7 octobre 1976 à Paris, est un journaliste français.
Entre septembre 2015 et août 2016, il est directeur de la rédaction d'I-Télé.

## Biographie
Il est un petit-fils du général André Zeller, l'un des quatre généraux impliqués dans le putsch des généraux.
Il est diplômé de Sciences Po (1998) et titulaire d'un DEA d'histoire contemporaine (1999)[source secondaire souhaitée].
Guillaume Zeller a été chargé d'enquêtes au service historique de l'Armée de Terre française. Il a publié trois ouvrages historiques, le premier consacré au massacre du 5 juillet 1962 à Oran présenté par l'historien Guy Pervillé comme « une bonne initiation à ces questions très complexes », le second La baraque des prêtres, Dachau, 1938-1945 portant sur l'histoire des prêtres et moines catholiques déportés à Dachau, le troisième Les cages de la Kempetaï relatant le Coup de force japonais de 1945 en Indochine.
Successivement directeur de la rédaction de la chaîne D8 puis rédacteur en chef du site Direct Matin, il est nommé directeur de la rédaction d'I-Télé le 3 septembre 2015 par Vincent Bolloré, en remplacement de Céline Pigalle et aux côtés de Philippe Labro qui sera son conseiller. Cette nomination provoque la polémique en interne, étant donné le contexte de « purge » des dirigeants en cours au sein du groupe Canal+, mais aussi à cause des idées conservatrices de Zeller, détonnant de l'image du groupe. Il quitte I-Télé le 24 août 2016.

## Positionnement politique
Guillaume Zeller est proche des milieux catholiques conservateurs, où il est fortement apprécié. Il est régulièrement l'invité de Radio Courtoisie et a présenté sur D8 des critiques littéraires dans l'émission catholique Dieu merci ! ; ses ouvrages sont loués par les rédactions de Valeurs actuelles et Le Salon beige. Il a aussi publié sur le site de « réinformation » de Robert Ménard et Dominique Jamet, Boulevard Voltaire, où il a notamment expliqué qu'après son combat contre l’occupant allemand et son rôle dans la création du 11e choc, le général Paul Aussaresses « aurait pu être un héros national ». Invité à contextualiser ses méthodes de tortures et d'exécutions pour la contre-insurrection pendant la guerre d'Algérie, il y répond en évoquant « la cruauté des méthodes adverses » et « la démission du pouvoir républicain qui a confié à l’armée des tâches policières étrangères à sa vocation »,,,.

## Publications
- Oran, 5 juillet 1962 : un massacre oublié  (préf. Philippe Labro), Paris, Tallandier, mars 2012, 221 p. (ISBN 978-2-84734-899-6)
- Un prêtre à la guerre : le témoignage d'un aumônier parachutiste (avec Christian Venard), Paris, Tallandier, novembre 2013, 290 p. (ISBN 979-10-210-0175-6)
- La baraque des prêtres : Dachau, 1938-1945, Paris, Tallandier, janvier 2015, 313 p. (ISBN 979-10-210-0476-4)
- Les cages de la Kempeitaï : les Français sous la terreur japonaise Indochine, mars-août 1945, Paris, Tallandier, janvier 2019, 320 p. (ISBN 979-10-210-3291-0)
- Violette Szabo : de Londres à Ravensbruck : une espionne face aux SS, Paris, Tallandier, février 2022, 273 p. (ISBN 979-10-210-4020-5)